# 中峰镇 (重庆市)
中峰镇，是中华人民共和国重庆市綦江区下辖的一个乡镇级行政单位。

## 行政区划
中峰镇下辖以下地区：
新场社区、中峰村、白峰村、板桥村、新庄村和龙山村。